# Santa Maria (Torres Novas)
A Freguesia de Santa Maria (oficialmente, Freguesia de Torres Novas (Santa Maria)) foi uma freguesia portuguesa do Município de Torres Novas, freguesia que tinha 21,99 km² de área e 5 026 habitantes (2011), e, por isso, uma densidade populacional de 228,6 hab./km².
Foi extinta (agregada) pela reorganização administrativa de 2012/2013, sendo o seu território integrado na União das Freguesias de Torres Novas (Santa Maria, Salvador e Santiago).

## População
| População da freguesia de Torres Novas (Santa Maria) | População da freguesia de Torres Novas (Santa Maria) | População da freguesia de Torres Novas (Santa Maria) | População da freguesia de Torres Novas (Santa Maria) | População da freguesia de Torres Novas (Santa Maria) | População da freguesia de Torres Novas (Santa Maria) | População da freguesia de Torres Novas (Santa Maria) | População da freguesia de Torres Novas (Santa Maria) | População da freguesia de Torres Novas (Santa Maria) | População da freguesia de Torres Novas (Santa Maria) | População da freguesia de Torres Novas (Santa Maria) | População da freguesia de Torres Novas (Santa Maria) | População da freguesia de Torres Novas (Santa Maria) | População da freguesia de Torres Novas (Santa Maria) | População da freguesia de Torres Novas (Santa Maria) |
| ---------------------------------------------------- | ---------------------------------------------------- | ---------------------------------------------------- | ---------------------------------------------------- | ---------------------------------------------------- | ---------------------------------------------------- | ---------------------------------------------------- | ---------------------------------------------------- | ---------------------------------------------------- | ---------------------------------------------------- | ---------------------------------------------------- | ---------------------------------------------------- | ---------------------------------------------------- | ---------------------------------------------------- | ---------------------------------------------------- |
| 1864                                                 | 1878                                                 | 1890                                                 | 1900                                                 | 1911                                                 | 1920                                                 | 1930                                                 | 1940                                                 | 1950                                                 | 1960                                                 | 1970                                                 | 1981                                                 | 1991                                                 | 2001                                                 | 2011                                                 |
| 1 286                                                | 1 451                                                | 1 557                                                | 1 786                                                | 2 274                                                | 2 059                                                | 2 500                                                | 2 975                                                | 3 090                                                | 2 806                                                | 3 692                                                | 3 851                                                | 4 115                                                | 4 389                                                | 5 026                                                |

| Distribuição da População por Grupos Etários | Distribuição da População por Grupos Etários | Distribuição da População por Grupos Etários | Distribuição da População por Grupos Etários | Distribuição da População por Grupos Etários | Distribuição da População por Grupos Etários | Distribuição da População por Grupos Etários | Distribuição da População por Grupos Etários | Distribuição da População por Grupos Etários | Distribuição da População por Grupos Etários |
| -------------------------------------------- | -------------------------------------------- | -------------------------------------------- | -------------------------------------------- | -------------------------------------------- | -------------------------------------------- | -------------------------------------------- | -------------------------------------------- | -------------------------------------------- | -------------------------------------------- |
| Ano                                          | 0-14 Anos                                    | 15-24 Anos                                   | 25-64 Anos                                   | > 65 Anos                                    |                                              | 0-14 Anos                                    | 15-24 Anos                                   | 25-64 Anos                                   | > 65 Anos                                    |
| 2001                                         | 646                                          | 601                                          | 2 420                                        | 722                                          |                                              | 14,7%                                        | 13,7%                                        | 55,1%                                        | 16,5%                                        |
| 2011                                         | 832                                          | 462                                          | 2800                                         | 932                                          |                                              | 16,6%                                        | 9,2%                                         | 55,7%                                        | 18,5%                                        |

Média do País no censo de 2001:  0/14 Anos-16,0%; 15/24 Anos-14,3%; 25/64 Anos-53,4%; 65 e mais Anos-16,4%
Média do País no censo de 2011:   0/14 Anos-14,9%; 15/24 Anos-10,9%; 25/64 Anos-55,2%; 65 e mais Anos-19,0%

## Localidades
- Barreira Alva
- Marruas
- Liteiros
- Gavata
- Bonflorido
- Caveira
- Foros da Barreta
- Carril
- Vale Carvão
- Torres Novas

## Património

### BONFLORIDO

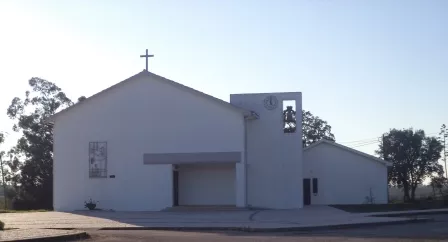
Igreja Paroquial de Bonflorido

### CARRIL

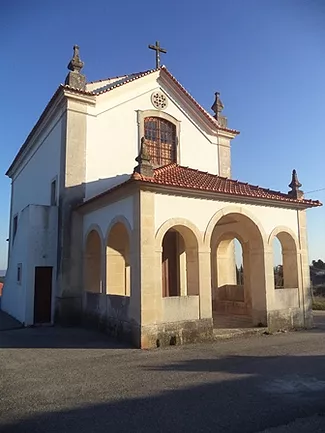
Capela de Santa Quitéria

### MARRUAS

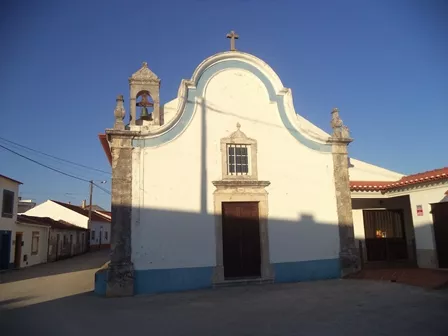
Capela de São Domingos

### LITEIROS

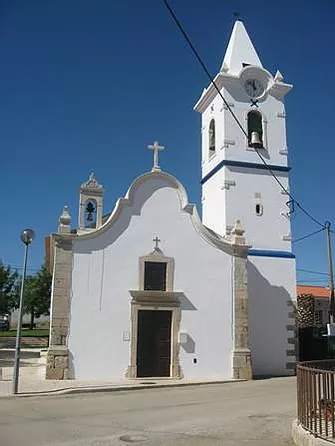
Capela de Nossa Senhora do Rosário

- Vila Lusitano-Romana junto de Torres Novas (ruínas) - Villa Cardillio

- Castelo de Torres Novas
- Igreja da Misericórdia de Torres Novas
- Unidade de Turismo Casa dos Arrábidos (antigo Convento dos Frades Arrábidos, contíguo à Capela de Santo António)